# Доброгорское
Доброгорское (укр. Доброгірське) — село,
Дмитровский сельский совет,
Верхнеднепровский район,
Днепропетровская область,
Украина.
Код КОАТУУ — 1221084103. Население по переписи 2001 года составляло 139 человек.

## Географическое положение
Село Доброгорское находится на расстоянии в 1 км от села Кринички и в 2,5 км от города Вольногорск.
К селу примыкают большие массивы садовых участков.
Рядом проходит автомобильная дорога Т-0423.

## Экономика
- Карьеры по добыче комплексных титановых руд (ильменит, циркон) открытым способом.